# Georgi Kalojantschew

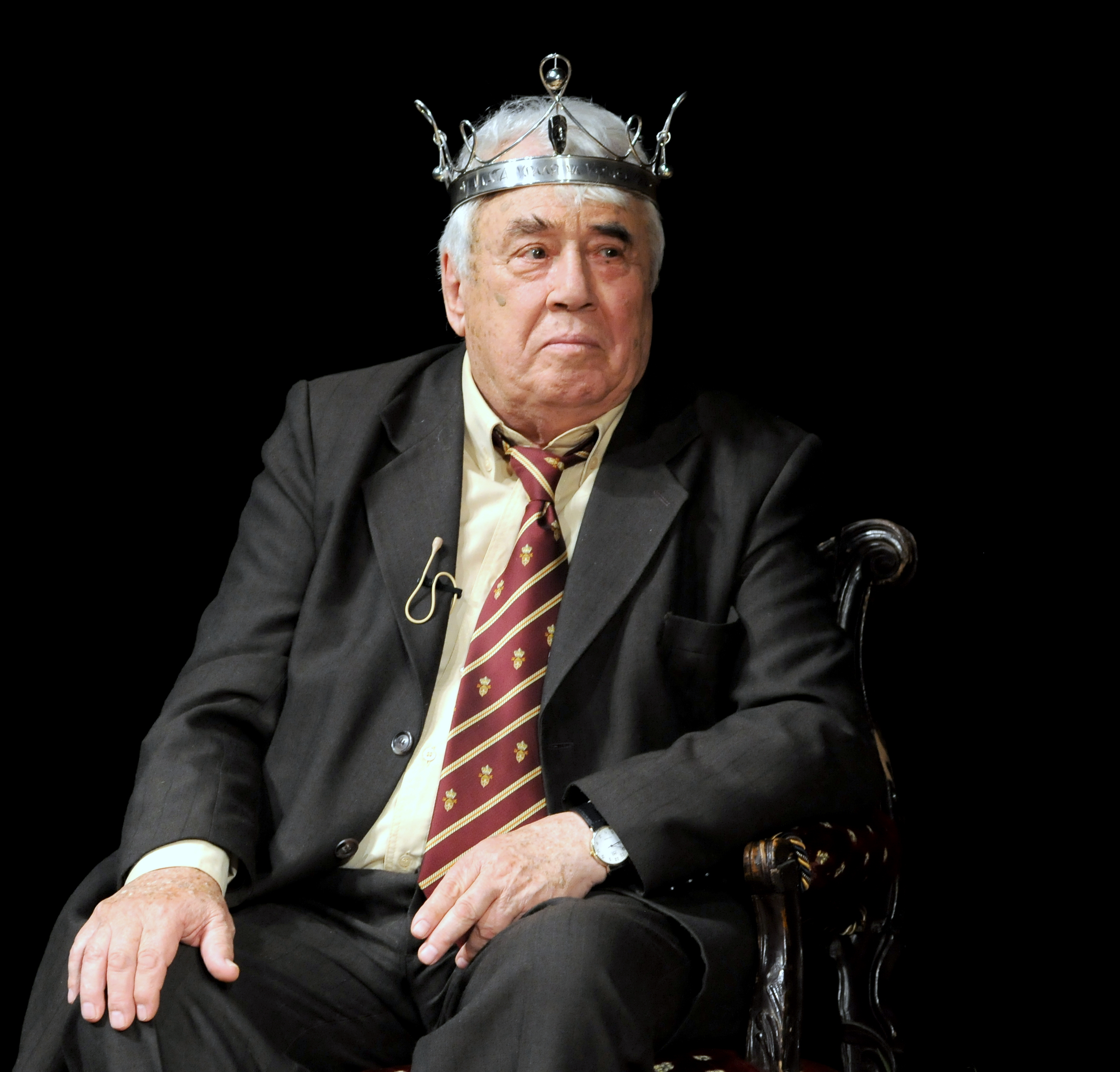
Georgi Kalojantschew (2008)

Georgi Todorow Kalojantschew (auch Georgi Todorov Kaloyanchev geschrieben, bulgarisch Георги Тодоров Калоянчев; * 13. Januar 1925 in Burgas, Bulgarien; † 18. Dezember 2012 in Sofia) war ein bulgarischer Schauspieler.

## Leben
Kalojantschew studierte Schauspiel an der Nationalen Akademie für Theater- und Filmkunst „Krastjo Sarafow“ in Sofia und beendete sein Studium im Jahr 1952. Anschließend wurde er Ensemblemitglied des Nationaltheaters und kam später an das Staatliche Theater der Satire. Sein Leinwanddebüt gab Kalojantschew 1951 im Film Утро над родината/Utro nad Rodinata (Ü: Morgen über der Heimat) von Anton Marinowitsch und Stefan Sartschadschiew. Seinen Durchbruch hatte er im folgenden Jahr im Film Meister in allen Fächern. Für seine Hauptrolle im Kriminalfilm Fahndung bei Nacht wurde Kalojantschew mit dem Schauspielerpreis des 4. Festivals des bulgarischen Films ausgezeichnet. Er spielte in über 60 Spielfilmen mit.
Kalojantschew erhielt im Laufe seiner Karriere zahlreiche Preise, darunter 1959 den Dimitrow-Preis, 1962 den Titel Verdienter Künstler der Volksrepublik Bulgarien und 1967 den Titel Volkskünstler der Volksrepublik Bulgarien. Er wurde 2007 bei Welikite Balgari unter die 100 größten Bulgaren der Geschichte gewählt.
Im Jahr 2003 erschien seine Autobiografie Жив съм, ваш съм!.

## Filmografie (Auswahl)
- 1956: Adams Rippe (Ребро Адамово)

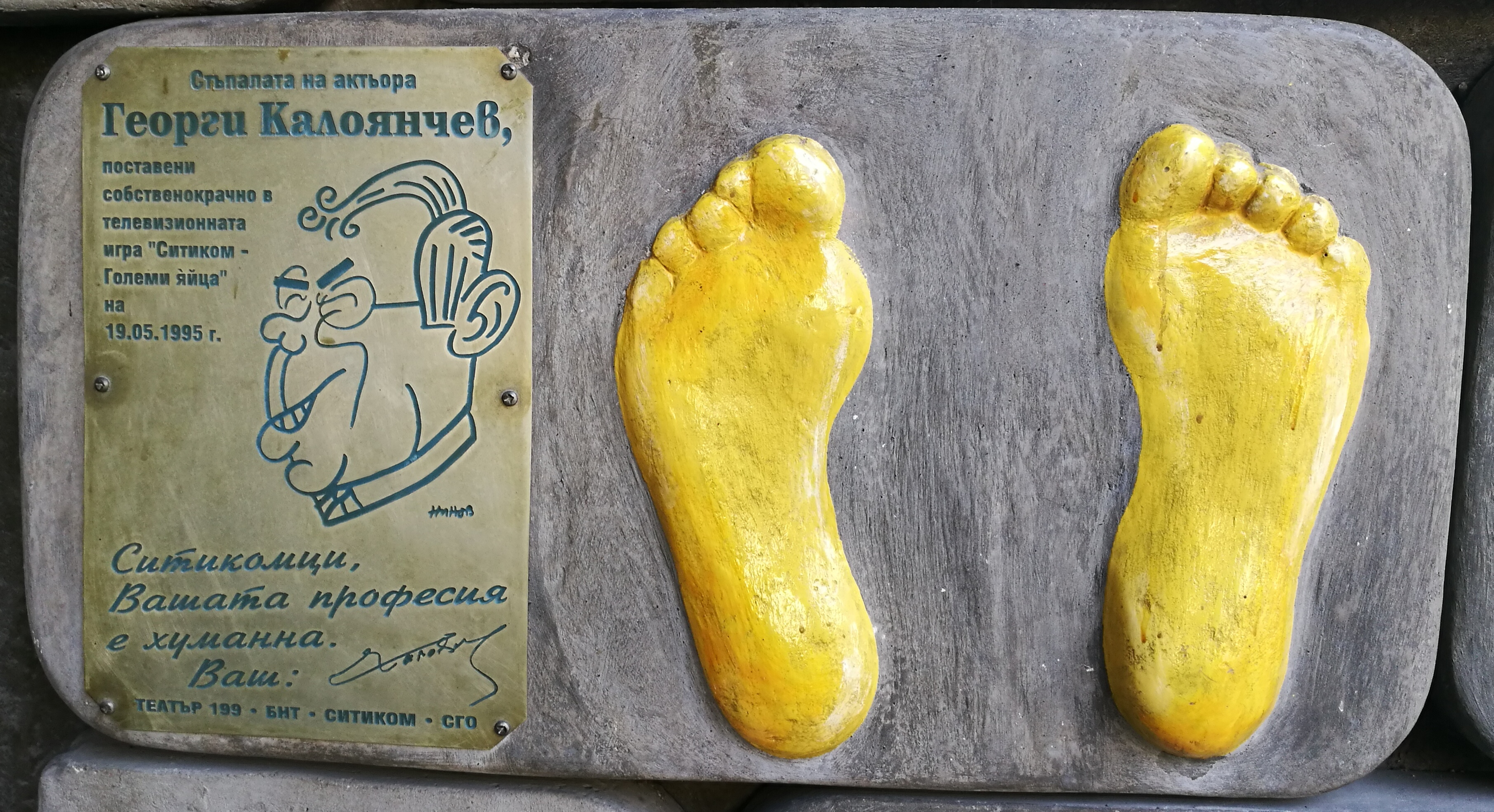
Die Wall of Fame vor dem Theater 199 – eine Tafel mit Drucken, Botschaften und Cartoons von Georgi Kaloyanchev.Die Wall of Fame vor dem Theater 199 – eine Tafel mit Drucken, Botschaften und Cartoons von Georgi Kaloyanchev.

- 1956: Dimitrowgradzi (Димотровградци)
- 1959: Die Kleine (Малката)
- 1960: Erste Prüfung (Първи урок)
- 1962: Meister in allen Fächern (Специалист по всичко)
- 1962: Der goldene Zahn (Златният зъб)
- 1963: Fahndung bei Nacht (Инспекторът и нощта)
- 1965: Die Wölfin (Вълчицата)
- 1967: Die längste Nacht (Най-дългата нощ)
- 1968: Galileo Galilei (Галилео Галилей)
- 1971: Reise im Zorn (Гневно пътуване)
- 1972: Y-17 auf dunkler Spur (Игрек 17)
- 1977: Das Schwimmbassin (Басейнът)
- 1985: Traumfahrt (За къде пътувате)
- 1999: Nach dem Ende der Welt (След края на света)

## Auszeichnungen
- III.Dimitrovska-Preis für Theaterkunst (1959)
- Verdienter Künstlerpreis (1963)
- Preis Bulgarien des 13. Jahrhunderts
- Hauptpreis „Goldene Rose“ Warna 1986
- Der Askeer Award für Gesamtkreativität (1995)